# DART Light Rail
DART Light Rail – system lekkiej kolei w Dallas składający się z czterech linii oznaczonych kolorami czerwonym, niebieskim, zielonym i pomarańczowym. DART jest skrótem nazwy zarządu komunikacji Dallas Area Rapid Transit. Pierwszy odcinek uruchomiono 14 czerwca 1996 na trasie Westmoreland/Illinois – Pearl. Obecnie sieć składa się ze 145 km linii, na których są 62 przystanki. W eksploatacji znajdują się 163 pojazdy produkcji Kinki Sharyo.
W mieście oprócz systemu DART działa jedna linia klasycznego tramwaju obsługiwana historycznym taborem.